# Lampides fusca
Lampides fusca är en fjärilsart som beskrevs av De Sagarra 1927. Lampides fusca ingår i släktet Lampides och familjen juvelvingar. Inga underarter finns listade i Catalogue of Life.